# Управление радиовещательного сотрудничества
Управление радиовещательного сотрудничества (Office de coopération radiophonique, OCORA, ОКОРА) - дочерняя компания Общества финансирования радиовещания в 1955-1969 гг., публичное учреждение торгово-промышленного характера в 1954-1955 гг. обладавшая монополией на радиовещание в заморских департаментах и заморских территориях Франции, в 1954-1955 гг. называлось «Радиовещание Заморской Франции» (Radiodiffusion de la France Outre-Mer, RFOM), в 1955-1964 гг. «Общество радиовещания Заморской Франции» (Société de radiodiffusion de la France d'outre-mer, SOFAROM).

## Радиовещательная деятельность компании
Вело радиовещание:
- (заморские территории и заморские департаменты в Америке)
  - в 1954-1969 гг. - по программе «Радио Мартиник» (Radio Martinique), звучавшей на средних волнах в заморской территории Мартиника;
  - в 1954-1969 гг. - по программе «Радио Гуаделуп» (Radio Guadeloupe), звучавшей на средних волнах в заморской территории Гваделупа;
  - в 1954-1969 гг. - по программе «Радио Сен-Пьер и Микелон» (Radio Saint-Pierre et Miquelon), звучавшей на средних волнах в заморской территории Сен-Пьер и Микелон;
  - в 1954-1969 гг. - по программе «Радио Кайен» (Radio Cayenne), звучавшей на средних волнах в заморской территории Гвиана;
- (заморские территории и заморские департаменты в Океании)
  - в 1954-1969 гг. - по программе «Радио Нумя» (Radio Nouméa), звучавшей на средних волнах в заморской территории Новая Каледония;
  - в 1954-1969 гг. - по программе «Радио Таити» (Radio Tahiti), звучавшей на средних волнах в заморской территории Полинезия;
- (заморские территории и заморские департаменты в Африке)
  - в 1954-1960 гг. - по программе «Радио Танарив» (Radio Tanarive), звучавшей на средних волнах в заморской территории Мадагаскар;
  - в 1954-1960 гг. - по программе «Радио Браззавиль» (Radio Brazzaville), с 1958 года - "Радио Конго" (Radio Congo), звучавшей на средних волнах в 1954-1960 гг.;
  - в 1954-1960 гг. - по программе «Радио Дакар» (Radio Dakar), с 1958 года "Радио Сенегал" (Radio Sénégal), звучавшей на средних волнах в 1954-1960 гг.
  - в 1958-1960 гг. - по программе «Радио Гвинее» (Radio Guinée), звучавшей на средних волнах в Автономной Республике Гвинея;
  - в 1958-1960 гг. - по программе «Радио Кот д'Ивуар» (Radio Côte d'Ivoire), звучавшей на средних волнах в Автономной  Республике Кот-д'Ивуар
  - в 1958-1960 гг. - по программе «Радио Нигер» (Radio Niger), звучавшей на средних волнах в Автономной Республике Нигер;
  - в 1958-1960 гг. - по программе «Радио Моритани» (Radio Mauritanie), звучавшей на  средних волнах в Автономной Республике Мавритания;
  - в 1958-1960 гг. - по программе «Радио О-Вольта» (Radio Haute Volta), звучавшей на средних волнах в Автономной Республике Верхняя Вольта;
  - в 1958-1960 гг. - по программе «Радио Судан» (Radio Soudan), звучавшей на средних волнах во Французском Судане;
  - в 1958-1960 гг. - по программе «Радио Даомей» (Radio Dahomey), звучавшей на средних волнах в Автономной Республике Дагомея;
  - в 1958-1960 гг. - по программе  «Радио Чад» (Radio Tchad), звучавшей на средних волнах в Автономной Республике Чад;
  - в 1958-1960 гг. - по программе «Радио Габон» (Radio Gabon), звучавшей на средних волнах в Автономной Республике Габон;
  - в 1958-1960 гг. - по программе  «Радио Банги» (Radio Bangui), звучавшей на средних волнах  в Центральной Африке;
  - в 1958-1960 гг. - по программе «Радио Ломе» (Radio Lome), звучавшей на средних волнах в Того[1][2];
  - в 1958-1960 гг. - по программе «Радио Камерун» (Radio Cameroun), звучавшей на средних волнах в 1958-1960 гг. в Камеруне;
  - в 1958-1962 гг. - по программе «Радио Алжир» (Radio Alger), звучавшей на средних волнах в заморском департаменте Алжир;
  - в 1954-1969 гг. - по программе «Радио Сен-Дени» (Radio Saint Denis), звучавшей на средних волнах в заморской территории Реюньон;
  - в 1961-1969 гг. - по программе «Радио Комор» (Radio Comores), звучавшей на средних волнах на Коморских островах;

## Правопреемники
В 1969 году была поглощена Управлением французского радиовещания и телевидения.

## Владельцы
Владельцами компании являлись:
- в 1954-1955 гг. - Министерство заморской Франции
- в 1955-1964 гг. - национальная компания «Общество финансирования радиовещания»;
- в 1964-1969 гг. - общественное учреждение, имеющее промышленный и коммерческий характер «Управление французского радиовещания и телевидения».

## Филиалы
- в 1954-1969 гг. «СОФАРОМ Таити» - филиал компании в заморской территории Полинезия, был расположен в Таити;
- в 1954-1969 гг. «СОФАРОМ Нумеа» - филиал компании в заморской территории Новая Каледония, был расположен в Нумеа;
- в 1954-1969 гг. «СОФАРОМ Гваделуп» - филиал компании в заморском департаменте Гваделупа, был расположен в  Ле-Абиме;
- в 1954-1969 гг. «СОФАРОМ Кайен» - филиал компании в заморском департаменте Гвиана, был расположен в Кайене;
- в 1954-1969 гг. «СОФАРОМ Мартиник» - филиал компании в заморском департаменте Мартиника, был расположен в Фор-де-Франсе;
- в 1961-1969 гг. «СОФАРОМ Комор» - филиал компании в заморской территории Коморы, был расположен в Мамудзу;
- в 1954-1969 гг. «СОФАРОМ Сен-Дени» - филиал компании в заморском департаменте Реюньон, был расположен в Сен-Дени;
- в 1954-1969 гг. «СОФАРОМ Сен-Пьер» - филиал компании в заморской территории Сен-Пьер и Микелон, был расположен в Сен-Пьере;
- в 1954-1960 гг. - «СОФАРОМ Танарив» - филиал компании в заморской территории Мадагаскар, был расположен в Антагриву;
- в 1954-1960 гг. «СОФАРОМ Браззавиль» - филиал компании в заморской территории Французская экваториальная Африка, был расположен в Браззавиле;
- в 1954-1960 гг. «СОФАРОМ Дакар» - филиал компании в заморской территории Французская западная Африка, был расположен в Дакаре;

## Активы
- в 1954-1969 гг. радиодом в Таити;
- в 1954-1969 гг. радиодом в Нумеа;
- в 1954-1969 гг. радиодом в Ле-Абима;
- в 1954-1969 гг. радиодом в Кайене;
- в 1954-1969 гг. радиодом в Фор-де-Франсе;
- в 1961-1969 гг. радиодом в Мамудзу;
- в 1954-1969 гг. радиодом в Сен-Дени;
- в 1954-1969 гг. Радиодом в Сен-Пьере;
- в 1954-1960 гг. радиодом в Антагриву;
- в 1954-1960 гг. радиодом в Браззавиле;
- в 1954-1960 гг. радиодом в Дакаре;